# 多塔语
多塔语是一种在中国云南省江城哈尼族彝族自治县、新平彝族傣族自治县和元江哈尼族彝族傣族自治县使用的南部彝语。
在元江哈尼族彝族傣族自治县，多塔语分布在咪哩乡和羊岔街乡(玉溪地区民族志1992:97)。在玉溪地区民族志(1992:97)中多塔语和因远镇的阿梭语和布都语被分类为一种豪尼语。李凯冬和敏塔敏吉(2016:157-182)将元江县咪哩乡的多塔语分类为豪尼语-白宏语语组，且附一张用汉字转写的词表。多塔语和咪哩村旁边的小甘岔和新寨两个村(李凯冬和敏塔敏吉2016:8)的堕课人（Duoke）使用的语言不同。